# Nina Wallet Intalou
Nina Wallet Intalou (Kidal, 1963) es una jurista, mujer de negocios, política maliense y una de las principales referentes del movimiento independentista touareg.  En 2012 se convirtió en la primera mujer que formó parte del comité ejecutivo del Movimiento nacional para la liberación del Azawad. En octubre de 2015 tras la firma del acuerdo de paz de Argel fue nombrada vicepresidenta de la Comisión Verdad, Justicia y Reconciliación. De julio de 2016 al 27 de julio de 2020 fue Ministra de Artesanía y Turismo de Malí.

## Biografía
Hija de un enfermero-mayor de la gendarmería, miembro de la poderosa tribu de los Idnane, creció entre Kidal, su ciudad natal, Gao y Mopti.
Se trasladó a Costa de Marfil en 1984 donde se licenció en derecho público mientras milita para dar a conocer la causa tuareg entre la población africana.
Se casó con un hombre de negocios sobrino de Felix Houphouët-Boigny, considerado el padre de la independencia del país con el que tuvo tres hijos y a los 26 años creó una empresa de construcción con 250 empleados con la que logró el monopolio de limpieza de las cabinas telefónicas de Abiyán.
Posteriormente se divorció y regresó al norte de Malí donde, en 1997, fue elegida alcaldesa de Kidal con 17 de los 23 votos emitidos pero no pudo ejercer sus funciones a causa de la presión de los islamistas que empezaban a instalarse en la región y no aceptaban a una mujer al frente del municipio. Esperó ocho meses, los cadís y morabitos tradicionales le apoyaron pero finalmente nombraron a un hombre. Para compensarla, Alpha Oumar Kondaré, presidente de Malí, le ofreció un puesto de consejera territorial, equivalente al senado. Por razones de seguridad, a inicios de 2012 se trasladó a Nuakchot (Mauritania) con su familia.
En abril de 2012, durante la crisis de Mali y la insurrección armada se mostró contraria a la autonomía y reivindicó la independencia o una federación con un referéndum en 5 o 10 años. También se mostró contraria a Al Qaeda en el Magreb Islámico y denunció la ocupación del territorio tuareg. En este momento se incorporó al comité ejecutivo del Movimiento nacional para la liberación de la Azawad convirtiéndose en la primera mujer en acceder a la dirección del movimiento independentista tuareg. 
Participó en las conversaciones de paz con el gobierno de Bamako iniciadas en 2012, que culminaron en la firma del acuerdo de Argel el 15 de mayo de 2015, ratificado el 20 de junio en Bamako y marcó el inicio del acercamiento de Nina Wallet Intalou con las autoridades malienses. En octubre de 2015, asumió la vicepresidencia de la Comisión verdad, justicia y reconciliación. 
El 7 de julio de 2016, tras una remodelación ministerial fue nombrada Ministra de Artesanía y Turismo, una decisión percibida según algunos medios de comunicación como un signo de buena voluntad por parte de Bamako en el marco de la aplicación del acuerdo de paz. Tras su nombramiento explicó la importancia de asumir este ministerio estratégico para la creación de empleo y riqueza. 